# Danh sách máy bay của Hải quân Đế quốc Nhật Bản
Sau đây là danh sách máy bay của Không lực Hải quân Đế quốc Nhật Bản và Lực lượng Phòng vệ Biển Nhật Bản, trong quá khứ và hiện tại.
Captain 
Le Triem

## Trước năm 1945 -Hải quân Đế quốc Nhật

### Máy bay chiến đấu
| Tên mã      | Hãng thiết kế | Tên hiệu                           | Năm đưa vào sử dụng | Nhiệm vụ                              | Bệ phóng    | Ghi chú                                              |
| ----------- | ------------- | ---------------------------------- | ------------------- | ------------------------------------- | ----------- | ---------------------------------------------------- |
| Sparrowhawk | Gloster       |                                    | 1921                | Máy bay chiến đấu cánh kép            | tàu sân bay |                                                      |
| 1MF         | Mitsubishi    | Loại 10                            | 1923                | Máy bay chiến đấu cánh kép            | tàu sân bay |                                                      |
| A1N         | Nakajima      | Loại 3                             | 1930                | Máy bay chiến đấu cánh kép            | tàu sân bay |                                                      |
| A2N         | Nakajima      | Loại 90                            | 1932                | Máy bay chiến đấu cánh kép            | tàu sân bay | A3N là phiên bản huấn luyện hai ghế của chiếc A2N    |
| A4N         | Nakajima      | Loại 95                            | 1935                | Máy bay chiến đấu                     | tàu sân bay |                                                      |
| A5M         | Mitsubishi    | Loại 96                            | 1935                | Máy bay chiến đấu                     | tàu sân bay |                                                      |
| A6M         | Mitsubishi    | 零戦 "Reisen" Loại 0 Sau này: Zero | 1939                | Máy bay chiến đấu                     | tàu sân bay |                                                      |
| A7M         | Mitsubishi    | 烈風 "Reppu"                       | 1945                | Máy bay chiến đấu                     | tàu sân bay |                                                      |
| A8V1        | Seversky      | Loại S                             | Cuối những năm 1930 | Máy bay chiến đấu 2 chỗ ngồi          | đất liền    |                                                      |
| J1N         | Nakajima      | 月光 "Gekko" \| Loại 2             | 1941                | Máy bay chiến đấu đêm                 | đất liền    |                                                      |
| J2M         | Mitsubishi    | 雷電 "Raiden"                      | 1942                | Máy bay tiêm kích                     | đất liền    |                                                      |
| J5N         | Nakajima      | 天雷 "Tenrai"                      | 1944                | Máy bay tiêm kích                     | đất liền    |                                                      |
| J7W         | Kyūshū        | 震電 "Shinden"                     | 1945                | Máy bay tiêm kích                     | đất liền    |                                                      |
| J8M1        | Mitsubishi    | 秋水 "Shusui"                      | 1945                | Máy bay tiêm kích tên lửa             | đất liền    | Dựa trên chiếc Me 163 của Đức Lục quân gọi là Ki-200 |
| J8M2        | Mitsubishi    | 秋水改 "Shusui-kai"                | 1945                | Máy bay tiêm kích tên lửa             | đất liền    | Dựa trên chiếc Ki-202 của lục quân                   |
| J9Y         | Yokosuka      | 橘花 "Kikka"                       | 1945                | Máy bay chiến đấu phản lực thử nghiệm | đất liền    |                                                      |
| N1K-J       | Kawanishi     | 紫電改 "Shiden-kai"                | 1942                | Máy bay chiến đấu                     | đất liền    | Dựa trên thủy phi cơ N1K1                            |
| P1Y2-S      | Kawanishi     | 極光 "Kyokko"                      | 1944                | Máy bay chiến đấu đêm                 | đất liền    | Dựa trên máy bay ném bom P1Y của Yokosuka            |
| S1A         | Aichi         | 電光 "Denko"                       | 1945                | Máy bay chiến đấu đêm                 | đất liền    |                                                      |

### Máy bay ném bom
- Mitsubishi 1MT 1922 Máy bay ném lôi cánh ba- tàu sân bay
- Mitsubishi B1M 1923 Máy bay ném lôi cánh đôi- tàu sân bay
- Mitsubishi B2M 1932 Máy bay ném lôi cánh đôi- tàu sân bay
- Kugisho B3Y 1932 Máy bay ném lôi cánh đôi- tàu sân bay
- Yokosuka B4Y Jean 1935 Máy bay ném lôi cánh đôi- tàu sân bay
- Mitsubishi B5M Mabel 1936 Máy bay ném lôi - tàu sân bay
- Nakajima B5N Kate  1937 Máy bay ném lôi - tàu sân bay
- Nakajima B6N 天山 "Tenzan" Jill 1941 Máy bay ném lôi - tàu sân bay
- Aichi D1A Susie 1934 Máy bay ném bom bổ nhào - tàu sân bay
- Aichi D3A Val 1938  Máy bay ném bom bổ nhào - tàu sân bay
- Yokosuka D4Y 彗星 "Suisei"  Judy 1940 Máy bay ném bom bổ nhào - tàu sân bay
- Aichi B7A 流星 "Ryusei" Grace 1942 Máy tấn công - tàu sân bay
- Mitsubishi G3M Nell 1934 Máy bay ném bom - trên cạn
- Mitsubishi G4M Betty 1939 Máy bay ném bom - trên cạn
- Kyushu Q1W 東海 "Tokai"  Lorna 1943 Máy bay tuần tra trống tàu ngầm
- Yokosuka P1Y 銀河 "Ginga" Frances 1943 Máy bay ném bom hạng trung
- Nakajima G8N 連山 "Renzan"  Rita 1944 Máy bay ném bom tầm xa hạng nặng
- Tachikawa Ki-74 Patsy 1944 Máy bay ném bom trinh sát thử nghiệm
- Yokosuka MXY7 桜花 "Ohka" Baka 1944 Bom có người lái

### Máy bay trinh sát và liên lạc
- Mitsubishi 2MR/C1M 1923 Máy bay trinh sát - tàu sân bay (Loại 10)
- Nakajima C2N 1932 Máy bay trinh sát
- Nakajima C3N  1936 Máy bay trinh sát - tàu sân bay
- Mitsubishi C5M 1936 Babs Máy bay trinh sát
- Nakajima C6N 彩雲 "Saiun"  Myrt 1943 Máy bay trinh sát - tàu sân bay
- Yokosuka R2Y 景雲 "Keiun"  1945 Máy bay trinh sát

### Máy bay huấn luyện
- Yokosuka K1Y 1924 Máy bay huấn luyện chính
- Yokosuka K2Y 1928 Máy bay huấn luyện chính
- Mitsubishi K3M Pine 1930 Máy bay huấn luyện phi hành đoàn.
- Yokosuka K4Y 1930 Máy bay huấn luyện chính
- Yokosuka K5Y 1933 Máy bay huấn luyện Trung cấp
- Mistubishi K7M 1938 Máy bay huấn luyện phi hành đoàn thử nghiệm
- Kyushu K9W 1934 Máy bay huấn luyện chính
- Kyushu K10W Oak Máy bay huấn luyện Trung cấp Loại 2
- Kyushu K11W 白菊 "Shiragiku" Máy bay huấn luyện ném bom

### Máy bay vận tải
- Hitachi LXG1 (Máy bay liên lạc)
- Kawanishi H6K2/4-L (Tàu bay vận tải)
- Kawanishi H6K3 (Tàu bay vận tải)
- Kawanishi H8K2-L Seiku (Tàu bay vận tải - phiên bản vận tải của chiếc H8K)
- Kawanishi E11K1 (Thủy phi cơ vận tải)
- Mitsubishi K3M3-L "Pine" (Máy bay vận tải hạng nhẹ)
- Mitsubishi L3Y1/2 (Máy bay vận tải có trang bị vũ trang)
- Mitsubishi G6M1/2-L (Máy bay vận tải có trang bị vũ trang)
- Mitsubishi L4M1 (Máy bay vận chuyển nhân sự)
- Nakajima C2N1 (Máy bay vận tải hạng nhẹ)
- Nakajima L1N1 (Máy bay vận chuyển nhân sự)
- Nakajima G5N2-L Shinzan "Liz" (Máy bay vận tải tầm xa)
- Nihon L7P1 (Máy bay vận tải lội nước hạng nhẹ)
- Showa/Nakajima L2D2 "Tabby" (Máy bay vận chuyển hàng và nhân sự)
- Yokosuka H5Y1 "Cherry" (Thủy phi cơ vận tả)
- Kyushu K10W11 "Oak" (Máy bay liên lạc)
- Nakajima A4N1 (Máy bay liên lạc)
- Aichi E13A1 "Jake" (Máy bay liên lạc và vận chuyển sĩ quan)

### Tàu bay và thủy phi cơ
- Maurice Farman 1913 Thủy phi cơ trinh sát và ném bom
- Yokosuka Ro-gō Kō-gata 1918 Thủy phi cơ trinh sát
- Yokosuka E1Y 1926 Thủy phi cơ trinh sát
- Hiro H1H 1926 Tàu bay
- Nakajima E2N 1929 Thủy phi cơ trinh sát
- Hiro H2H 1929 Tàu bay
- Aichi E3A 1930 Thủy phi cơ trinh sát
- Nakajima E4N 1930 Thủy phi cơ trinh sát
- Yokosuka E5Y 1930 Thủy phi cơ trinh sát
- Kawanishi H3K 1932 Tàu bay
- Kawanishi E5K 1932 Thủy phi cơ trinh sát
- Yokosuka E6Y 1932 Thủy phi cơ đặt trên tàu ngầm
- Kawanishi E7K Alf 1933 Thủy phi cơ trinh sát
- Hiro H4H 1933 Tàu bay
- Nakajima E8N Dave 1934 Thủy phi cơ trinh sát
- Kawanishi H6K Mavis 1936 Tàu bay trinh sát; từng được gọi là: Tàu bay Hải quân Loại 96
- Mitsubishi F1M Pete 1936 Thủy phi cơ giám sát
- Yokosuka H5Y Cherry  1936 Tàu bay
- Aichi E10A 1936 Tàu bay trinh sát
- Aichi E11A Laura 1937 Tàu bay trinh sát
- Yokosuka E14Y Glenn 1939 Thủy phi cơ đặt trên tàu ngầm
- Aichi E13A Jake 1940 Thủy phi cơ trinh sát
- Aichi H9A  1940 Tàu bay huấn luyện
- Kawanishi H8K Emily  1941   Tàu bay
- Kawanishi H8K2-L 晴空 "Seiku" Emily Tàu bay
- Kawanishi E15K 紫雲 "Shiun"  Norm 1941 Thủy phi cơ trinh sát
- Kawanishi N1K 強風 "Kyofu"  Rex  1942 Thủy phi cơ chiến đấu
- Aichi E16A 瑞雲 "Zuiun" Paul 1942 Thủy phi cơ trinh sát
- Nakajima A6M2-N Rufe  1942  Phiên bản thủy phi cơ của chiếc Mitsubishi Zero
- Aichi M6A 晴嵐 "Seiran" 1943 Thủy phi cơ đặt trên tàu ngầm

## Lực lượng Phòng vệ biển Nhật Bản(Sau năm 1945)

### Máy bay chiến đấu
- Lockheed Martin F-35B 2020 Máy bay chiến đấu cất cánh đường băng ngắn và hạ cánh thẳng đứng

### Tàu bay
- Consolidated PBY-6A 1955 Tàu bay trinh sát và chống tàu ngầm
- Grumman JRF-5 1955 Tàu bay cứu hộ
- Grumman UF-2 1961 Tàu bay cứu hộ
- Shin Meiwa UF-XS 1963 Tàu bay thử nghiệm.
- Shin Meiwa PS-1 1968 Tàu bay trinh sát và chống tàu ngầm
- Shin Meiwa US-1 1975 Tàu bay cứu hộ
- ShinMaywa US-2 2007 Tàu bay cứu hộ US-1A kai

### Trực thăng
- Agusta-Westland CH-101 2007 Trực thăng đa chức năng
- Agusta-Westland MCH-101 2007 Trực thăng quét mìn
- Boeing Vertol-Kawasaki KV-107 II-3 1966 Trực thăng cứu hộ
- Eurocopter TH-135 2009 Trực thăng huấn luyện
- Kawasaki KH-4 1962 Trực thăng đa chức năng
- MD Helicopters MD-500 1971 Trực thăng huấn luyện
- Sikorsky S.65 MH-53E 1989 Trực thăng quét mìn
- Sikorsky-Mitsubishi S.70 UH-60J 1990 Trực thăng cứu hộ
- Sikorsky-Mitsubishi S.70 SH-60J 1991 Trực thăng chống tàu ngầm
- Sikorsky-Mitsubishi S.70 SH-60K 2005 Trực thăng chống tàu ngầm